# Chthonius bellesi
Chthonius bellesi är en spindeldjursart som beskrevs av Volker Mahnert 1989. Chthonius bellesi ingår i släktet Chthonius och familjen käkklokrypare. Inga underarter finns listade i Catalogue of Life.